# König Rother

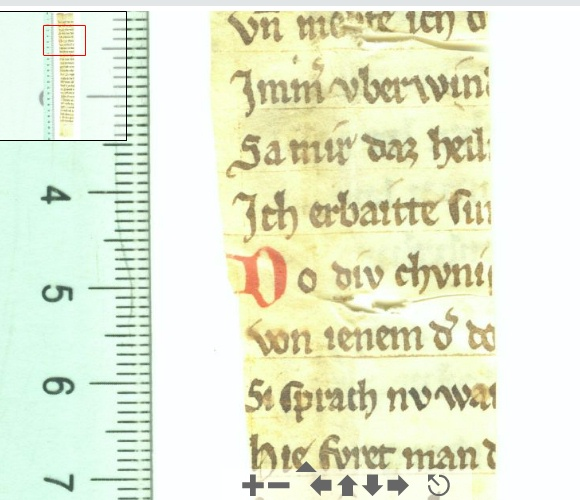
Handschriftenfragment

Der anonym überlieferte König Rother ist eine mittelhochdeutsche Paarreimdichtung, die vermutlich nicht vor der Mitte des 12. Jahrhunderts im Regensburger Raum entstanden ist.

## Überlieferung
Die Dichtung ist in einer nahezu vollständigen Handschrift überliefert, deren Entstehung man auf das erste Viertel des 13. Jahrhunderts datiert und die als Teil der ehemaligen Bibliotheca Palatina in der Universitätsbibliothek Heidelberg aufbewahrt wird (Cod. Pal. germ. 390). Daneben existieren vier Fragmente des Textes, die vermutlich auf drei verschiedene nicht überlieferte Vorlagen zurückgehen.
Charakteristisch für den König Rother ist eine starke Dialektmischung: hochdeutsche (oberdeutsche sowie mitteldeutsche) und niederdeutsche Elemente stehen nebeneinander. Man vermutet, dass die Dichtung vor ihrer Verschriftlichung zwischen den nördlichen Rheinlanden und Bayern gewandert ist.

## Inhalt

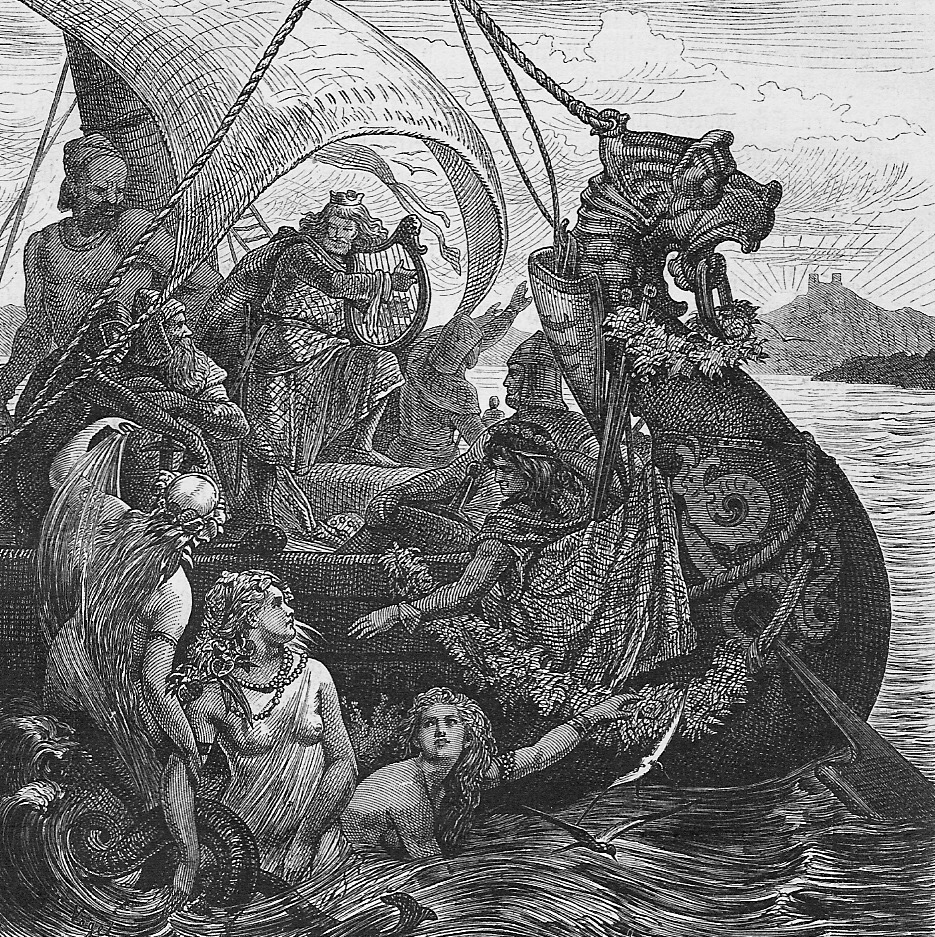
König Rothers Meerfahrt. Aus: Illustrierte Literaturgeschichte (1880)

Inhaltlich geht es in der Dichtung um die Brautwerbung des weströmischen Herrschers Rother, der die Hand der Tochter des oströmischen Herrschers Konstantin begehrt. Gemäß den Prämissen des literarischen Prinzips der gefährlichen Brautwerbung muss allerdings zunächst der dem Werber feindlich gesinnte Brautvater überwunden werden.
In drei Phasen vollzieht sich Rothers Werbung: Zunächst kommen Boten zum Einsatz. In der zweiten Werbungsfahrt reist Rother persönlich nach Konstantinopel. Doch erst die dritte Werbungsfahrt ist von nachhaltigem Erfolg gekrönt.
List, vorgeführte Vortrefflichkeit, Reichtum und Freigiebigkeit, außerdem das durch die Reisen demonstrierte Gewaltpotenzial – all diese Elemente, die in den ersten beiden Werbungsversuchen eine Rolle spielten, müssen in der dritten Werbungsfahrt um christliche Motive erweitert werden: Demut und Heidenkampf.
Es zeigt sich also, dass eine ideale, gesamtrömische Herrschaft, wie Rother sie durch die Verbindung mit der oströmischen Königstochter und durch die Sicherung der Thronfolge durch das Zeugen eines Sohnes mit dieser anstrebt, christliche Tugenden sowie die Bereitschaft und Fähigkeit zur Verteidigung der christlichen Welt ebenso voraussetzt.

## Stoffgeschichte
Auf der Suche nach der Herkunft des Stoffes der Rother-Dichtung hat man verschiedene historische Vorbilder wahrscheinlich zu machen versucht.
Man dachte an den Normannenkönig Roger II., der Mitte des 12. Jh. (erfolglos) für einen seiner Söhne um die byzantinische Prinzessin geworben und sogar mehrmals Flotten gegen Byzanz ausgesandt hatte. Doch Roger II. wird als Vorbild für die Rother-Dichtung von der Forschung inzwischen ausgeschlossen.
Auch die Annahme, die Langobardenkönige Rothari oder Authari könnten historische Vorbilder gewesen sein, gilt heute als sehr unwahrscheinlich.
Erfolgreicher hingegen war man bei der Suche nach der Stoffherkunft in der Literatur selbst. Eine norddeutsche Brautwerbungsgeschichte um den König Osantrix, der um die Hand der Tochter des Hunnenkönigs wirbt, weist große Gemeinsamkeiten mit dem König Rother auf. Allerdings ist dabei festzuhalten, dass der König Rother nicht notwendigerweise von dieser Dichtung beeinflusst worden sein muss, möglicherweise ist die Osantrix-Dichtung auch vom König Rother beeinflusst worden. Ebenfalls ist eine gemeinsame Vorlage beider Dichtungen denkbar, die nicht überliefert ist.
Außerdem gilt eine Beeinflussung der Rother-Dichtung durch die mittelhochdeutsche Dietrich- und Wolfdietrichepik als sicher.
Aber auch wenn die oben genannten Personen Roger II. und die Langobardenkönige Rothari oder Authari nicht als unmittelbare und direkte Vorbilder für König Rother selbst gelten können, deuten sie, zusammen mit anderen Figuren des Epos auf eine doppelte Zeitstruktur hin. Durch die Verkettung von historischen Personen und Ereignissen (Pippin, Karl der Große: 8. Jh.) mit zeitgenössischen (beispielsweise dem Titel des Herzog von Meran, dem Geschlecht der Tengelinger: 12. respektive 11. Jh.) wird das Epos in ein mythologisches Zeitalter gerückt. Der Brautvater Konstantin könnte selbst auf Konstantin den Großen zurückgeführt werden, und somit umfasst das Epos einen Zeitraum vom 4. bis hin zum 12. Jahrhundert. Das Auftreten des Heidenkönigs Ymelot gegen Mitte des Epos, ebenso wie die Fahrt Rothers nach Konstantinopel im „Pilgergewand“ verweist auf die Kreuzzugsthematik, die ebenfalls erst im 12. Jahrhundert Aktualität hatte.
Der König Rother wird zur sogenannten „Spielmannsdichtung“ („Spielmannsepik“) gerechnet. Diese Chiffre, die die mittelhochdeutschen Dichtungen Herzog Ernst, Orendel, Oswald, Salman und Morolf sowie König Rother bezeichnet, war von der älteren Forschung als Gattungsbezeichnung konzipiert worden. In diesem Sinne ist sie allerdings nicht mehr tragbar.

## Ausgaben
- König Rother. Mittelhochdeutscher Text und neuhochdeutsche Übersetzung von Peter K. Stein, Herausgegeben von Ingrid Bennewitz unter Mitarbeit von Beatrix Koll und Ruth Weichselbaumer (= Reclam Universal-Bibliothek; Band 18047). Stuttgart 2000, ISBN 3-15-018047-3.
- König Rother. Hg. von Theodor Frings und Joachim Kuhnt (Rheinische Beiträge und Hülfsbücher zur germanischen Philologie und Volkskunde 3). Bonn/Leipzig 1922.
  - Wiederabdruck des Editionstextes (ohne Einleitung u. ä.): König Rother. Nach der Ausgabe von Theodor Frings und Joachim Kuhnt (Altdeutsche Texte für den akademischen Unterricht 2). 3. Aufl. Halle a.d.S. 1968.